# Try Again (canción de Keane)
«Try Again» es una canción interpretada y compuesta por la banda inglesa de rock alternativo Keane que aparece como el tema número 10 de su segundo álbum de estudio, Under the Iron Sea (2006). La canción fue lanzada como sexto sencillo del álbum sólo en Alemania el 9 de febrero de 2007. Este es también el primer sencillo de Keane con tres caras B, todas presentaciones en vivo desde Colonia, Alemania.

## Composición y grabación
Fue compuesta por Tim Rice-Oxley a principios de 2005 y tocada por primera vez en vivo dos semanas después de ser compuesta por Rice-Oxley. La canción se tocó por primera vez con el piano eléctrico y una pandereta como un trabajo en progreso y, como resultado, fue más corta que la versión grabada.
La versión del álbum es una balada de piano melancólica, con batería, sintetizadores y una salida extendida, junto con el piano eléctrico de Rice-Oxley. En la salida ampliada, también se pueden escuchar notas de piano con distorsión provenientes de la Yamaha CP60M del cantante Tom Chaplin .
Keane le pidió a Rufus Wainwright que cantara esta canción junto con Chaplin en el Wireless Music Festival el 29 de junio de 2005. Chaplin aparentemente quería que Wainwright también tocara el piano, pero él se negó. La canción fue grabada en Heliosentric Studios, Rye, East Sussex y en The Magic Shop, Nueva York, a finales de 2005.

## Significado
Rice-Oxley explica su opinión sobre "Try Again" en el quinto podcast de Keane:

Siempre pienso que es la canción de amor de un viajero. Hay algo extraño en esa sensación de estar en un tren a altas horas de la noche cuando sólo hay un puñado de personas allí, y siempre me pregunto cuál es la historia de cada uno, especialmente de la gente que ha ido a trabajar y probablemente se ha levantado a una hora horrible de la mañana, y está volviendo a su casa en algún lugar de los suburbios.

## Lista de canciones
| CD alemán 1 |                                  |          |  |
| N.º         | Título                           | Duración |  |
| 1.          | «Try Again»                      | 4:27     |  |
| 2.          | «Nothing in My Way (live)(live)» |          |  |
| 3.          | «Is It Any Wonder? (live)»       |          |  |
| 4.          | «Bedshaped (live)»               |          |  |

| CD alemán 2 |                                |          |  |
| N.º         | Título                         | Duración |  |
| 1.          | «Try Again»                    | 4:27     |  |
| 2.          | «Everybody's Changing»         |          |  |
| 3.          | «This Is the Last Time (live)» |          |  |
| 4.          | «A bad dream (live)»           |          |  |

| CD alemán 3 |                                 |          |  |
| N.º         | Título                          | Duración |  |
| 1.          | «Try Again»                     | 4:27     |  |
| 2.          | «Somewhere Only We Know (live)» |          |  |
| 3.          | «The Frog Prince (live)»        |          |  |
| 4.          | «Try Again (live)»              |          |  |

## Posicionamiento en 1istas
| Lista(2007)                           | Máxima posición |
| ------------------------------------- | --------------- |
| Alemania (Offizielle Deutsche Charts) | 39              |
| Suiza (Schweizer Hitparade)           | 83              |